# Деррибрин
Деррибрин (англ. Derrybrien; ирл. Daraidh Braoin) — деревня в Ирландии, находится в графстве Голуэй (провинция Коннахт) у региональной дороги R353.